# Shalom Aleichem
Shalom aleichem (hebräisch שָׁלוֹם עֲלֵיכֶם Aussprache [ʃaˌlɔm alɛˈxɛm] oder aschkenasisch-hebräisch [ˌʃɔləm əˈleɪxəm], übersetzt: „Frieden sei über euch“) ist eine hebräische Begrüßungsformel. Die übliche Antwort lautet aleichem shalom.
Diese Form der Begrüßung, die sechs Mal im Talmud vorkommt, wird unter Juden auf der ganzen Welt traditionell und vor allem unter aschkenasischen Juden verwendet. Dabei wird stets der Plural verwendet, auch wenn nur eine Person angesprochen wird. Eine religiöse Erklärung dafür ist, dass man sowohl den Körper als auch die Seele begrüßt, wobei das Hebräische gelegentlich den Plural auch als Zeichen des Respekts verwendet.
Mit derselben Bedeutung wird im Arabischen Salam alaikum verwendet.